# Romantikken
 For alternative betydninger, se Romantik. (Se også artikler, som begynder med Romantik)
Romantikken var en kulturstrømning i Europa i perioden ca. 1800-1870. Den varede indtil realismen og naturalismen. Den forudgående periode var oplysningstiden (ca. 1700-1800). Romantikken fandtes især inden for litteratur, malerkunst, musik og filosofi.
Strømningen opstod som en reaktion mod oplysningstiden og dens dyrkelse af fornuften. Romantikerne tog afstand fra hverdagslivets snusfornuftige og perspektivløse virkelighed. De fremhævede i stedet følelsen og intuitionen ("anelsen") som erkendelsesmidler. De var endvidere modstandere af klassicismens regler. Formerne, der havde været bundne, løstes op, og naturlighed blev et ideal.
I den romantiske litteratur var naturen besjælet og forskønnet. Naturen blev dyrket som et sted for ånd og skønhed. I det hele taget så romantikerne alt som udtryk for ånd. Romantikken var således præget af idealisme. Den havde rødder hos Platon og Plotin og vandt tilhængere blandt mystikere og følelsesmennesker. Studier af sjælen og metafysiske spekulationer kombineredes med et nyt syn på kunstneren som et geni, der i kraft af sin inspiration kan "ane" naturens hemmeligheder.
Perioden var kendetegnet ved en interesse for fortiden og historien. Den var endvidere kendetegnet ved en interesse for nationen og folkekulturen. Under romantikken blomstrede nationalfølelse, orientalisme og eksotisme.
Som kulturstrømning stod romantikken stærkest i Tyskland, Frankrig og Storbritannien.

## Tidsangivelse
Det er vanskeligt at angive præcist, hvornår romantikken begyndte. Strømningen voksede gradvist frem. Allerede Thomas Grays '"Elegi, skrevet på en landsbykirkegård" fra 1751 brød drastisk med oplysningstidens æstetik og er romantisk i stilen. Hvorvidt førromantikken bør regnes med til romantikken, er der ikke enighed om.
Der er dog almindelig enighed om, at romantikken var født i 1800:
- I England brød romantikken igennem i 1798 med William Wordsworths og Samuel Coleridges Lyrical Ballads.
- I Tyskland var Goethe forbindelsen mellem førromantik og romantik, og i 1798 formuleredes romantikkens æstetik af Friedrich Schlegel.

Det er ligeledes vanskeligt at fastslå, hvornår romantikken sluttede. Den dominerede kulturen i første halvdel af 1800-tallet, især til 1830'erne. Derefter skete der en gradvis opløsning. På den anden side levede romantikken længe efter realismens gennembrud omkring 1870. Inden for musikken varede romantikken ind i 1900-tallet, men her skelnes der som regel mellem romantikken som epoke og romantikken som æstetik. For mange forfattere, komponister og kunstnere i slutningen af 1800-tallet er det mere relevant at tale om romantiske, klassicistiske eller realistiske træk i deres værker.
Hvis romantikken forstås som idealismens æstetik, var den stadig en betydningsfuld strømning indtil første verdenskrig. Visse inddelinger betegner perioden 1830-1914 som materialismestriden mellem romantikkens idealisme og materialismen i forskellige grader.
Hvis romantikken defineres som en epoke, fører det til mange undtagelser. Goethe er for eksempel i en del værker klart romantisk (Den unge Werthers lidelser, Faust, og mange digte). I andre er han rent klassicistisk (Iphigenia på Tauris, Romerske elegier).
Tidsmæssigt tilhører Jane Austen romantikken, men hendes romaner betegnes sædvanligvis som realistiske. Inden for musikken levede den klassicistiske arv videre i de første 20 år af romantikkens periode.

## Begrebet "romantikken"
Ordet ”romantik” kommer af det oldfranske ord romanz, som betegner en prosafortælling på folkesproget, og som også er grundlaget for det danske ord roman. Romancen som litterær term modstilles sædvanligvis satiren og angiver med Robert Scholes ord en fremstilling af "overmenneskelige karakterer i en idealverden", i modsætning til satiren, som "gengiver undermenneskelige grotesker fanget i kaos". Inden for musikken er en romance en langsom solosats, som kendetegnes ved følelsesfuld intimitet.
Den epoke, der i dag kaldes romantikken, kaldtes nyromantikken i samtiden. Med romantik mente man en kristen æstetisk strømning i middelalderen, som hænger sammen med mysticismens indre ekstatiske forsoning med Gud. Betegnelsen blev også brugt om naturlyrik, fremstillinger af kærlighed, fremstillinger af det hæslige, riddervæsenet og frigørelse fra formkrav. Til denne æstetiske strømning hører "gotikken". Denne betydning af ”gotik” har kun overlevet i udtrykket ”gotiske fortællinger”.
Den tyske filosof Friedrich Schlegel skabte begrebet ”romantikken” i 1798, og strømningen begyndte derefter at gøre sig gældende i filosofi og kultur; den blev en formuleret ideologi. Schlegel havde i 1797, sammen med sin bror August Wilhelm Schlegel, grundlagt tidsskriftet Athenäum, som blev det organ, hvor romantikkens æstetik – særlig poetikken – voksede frem og blev formuleret. I 1798 skrev Friedrich Schlegel 116. Athenäums-Fragment, som blev den egentlige programerklæring: "Den romantiske poesi er en progressiv universalpoesi". Han hævdede kunstnerens absolutte frihed fra konventioner med hensyn til indhold og form.
Et af æstetikkens grundspørgsmål er: Skal den utæmmede natur eller den civiliserede og velplejede kultur sættes højest? Romantikerne valgte naturen, og valget blev af og til drevet ud i den rene primitivisme. Fremtiden betragtedes med mistro, og fortiden betragtedes med nostalgi og sentimentalitet. Det var ikke blot det forestillede historiske primitive samfund der ophøjedes; det var også andre, uforstyrrede kulturer (orientalisme).
Der skelnes også mellem dionysiske og apolloniske idealer i æstetikken. Den britiske filosof Bertrand Russell mener, at romantikken kan fremholdes som typisk dionysisk: Skønhedsværdier, risikable eventyr, ustabilitet, dristighed og voldsomhed sattes højere end nytte og bevarelsen af ro og orden.
Ifølge Russell havde den britiske digter Lord Byron i liv og virke alle ingredienser af en romantiker i sig. Han foragtede ædelt og hensynsløst konventioner, og han døde romantisk i fjerntliggende sumpe, hvor han kæmpede for Grækenlands selvstændighed. Byrons epos Don Juan er også blevet et symbol på romantikkens eroticisme.
Andre fremholder i stedet de tyske digtere Novalis (Friedrich von Hardenberg) og Ludwig Tieck som urtyperne på romantikken. Novalis koncentrerede sig om lidelsen mere end om lysten, mere om ensheden end om selvstændigheden, som Byron fremstiller. Tieck repræsenterede det folkelige og nationalismen. Hos ham var kærligheden platonisk og religiøs i sit væsen, og følelsen var en indre bevægelse.
Romantikerne foretrak Platon frem for Aristoteles, særlig i den form der findes hos Plotin. Platons vægt på eros, dialogform og æstetik, og Plotins verdensbillede passede til epoken - ikke Aristoteles' nøgterne ræsonnementer.

## Social og politisk sammenhæng
Romantikken kan ses i forbindelse med industrialismens tidsalder, selv om industrialiseringen ikke slog helt igennem før romantikken blev afløst af realismen.
Romantikken kan også ses som efterrevolutionens tidsalder. Revolutioner havde både fundet sted i Frankrig og i USA (med selvstændighedskrigen mod England). I efterdønningerne fra den franske revolution fandt omfattende samfundsændringer sted; især det gamle aristokrati var truet.
Fremvæksten af den nye verdensorden med en nyrig iværksætterklasse fandt sted i romantikkens epoke og var dens økonomiske og sociale forudsætning: Borgerklassen kunne købe kunst. Napoleonskrigene rystede statsdannelserne, men Wienerkongressen i 1814-15 genoprettede ordenen.
Krig og uroligheder inden for de enkelte stater var dog stadig en realitet. Generelt fandtes der en udbredt mistro mod demokrati. Men romantikken rummede ikke bare reaktionære, men også revolutionære kræfter, som ønskede at gøre oprør mod den herskende ordning. Delacroix' maleri Friheden fører folket på barrikaderne fra 1830 blev et symbol på både frihed og revolution.
Mens realismen i hovedsagen var borgerskabets æstetik, blev romantikken idealisternes og utopisternes. De politiske og socioøkonomiske faktorer ledte til mere faste, men forskellige, politiske ideologier: konservatisme, liberalisme, anarkisme og socialisme. Af disse har især konservatismen sin grund i romantikken gennem dens idealisering af historien og nationen. I sammenhæng med den økonomiske nyordning skabtes det klassesamfund, som socialismen opstod som en reaktion mod. De britiske digtere spredte anarkismens ideer i skønlitteraturen.
Jordbruget var blevet reformeret i de foregående århundreder og havde forårsaget en voldsom befolkningstilvækst, som medførte en omfattende emigration til Amerika. De ejendomsløse blev på grund af befolkningstilvæksten tvunget til at forlade landet for at søge arbejde i byerne.
For at råde bod på den tiltagende fattigdom indførtes almen skolegang i de fleste europæiske lande. Den moderne pædagogik fødtes med den schweiziske romantiker Johann Heinrich Pestalozzi, som forordnede "hjertets dannelse" frem for hovedets eller håndens.
Med emigrationen og kolonialismen spredtes den vesterlandske kulturs territorium rundt om i verden. Tekniske opfindelser af betydning var dampmaskinen, jernbanen og kanalbyggeriet, som sammen med emigrationen og kolonialismen medførte, at afstandene formindskedes. Modsætningen mellem land og by blev forstærket af industrialiseringen i byerne. Romantikerne dyrkede ikke teknikken; i valget mellem land og by valgte den ægte romantiker landet.

## Romantikkens filosofi
Det er usikkert, om romantikkens filosofi skal føres tilbage til den tysksprogede eller den fransksprogede verden. Ifølge én betragtning var det Rousseau, som skabte den romantiske filosofi med sin opfordring til at lade følelsen regere. Ifølge en anden betragtning var det de tyske idealister, der lagde grunden med deres metafysiske og erkendelsesteoretiske studier. Det svarer til to parallelle linjer i romantikken: følelsen og idealismen.
Bertrand Russell har peget på det modsigelsesfulde i romantikkens filosofi: På den ene side var der en overdreven tiltro til, at fornuften alene skal løse verdens bekymringer, og at menneskets mulighed for at lære er grænseløs, hvilket førte til marxismen og utilitarismen. På den anden side var der en irrationalisme, som siden udmøntede sig i eksistentiel filosofi (Søren Kierkegaard og Friedrich Nietzsche).
I England var den romantiske verdensanskuelse en direkte fortsættelse af platonismen, som pludselig oplevede en opblomstring. Der var ingen filosofiske programmer; filosofi og litteratur smeltede sammen. Edmund Burke var en vigtig repræsentant for romantikken, og hvis man skal tale om en romantisk skole, må det være den historiske skole.

### Førromantikkens filosofi
Tre tyske førromantiske filosoffer kom til at spille en afgørende rolle for romantikkens udvikling. Immanuel Kants opgør med David Hume indebar en ændring af synet på, hvad der er virkelighed og erkendelse. Johann Georg Hamanns ophøjelse af poesien til religionens følgesvend var en tanke, som levede videre. Johann Gottfried Herders opvurdering af folkedigtningen var banebrydende for kulturhistorie og kulturfilosofi.
Sturm und Drang havde udarbejdet et studium af geniet som fænomen, "geniæstetik". Kant definerede genialitet som originalitet, et naturligt talent, hvis udtryk skaber nye regler som andre følger.

### Den tyske idealisme
Den tyske romantik kan føres tilbage til den tyske idealisme. Kants filosofi lagde grunden til denne retning, selv om de idealistiske filosoffer tog afstand fra meget i hans lære. Johann Gottlieb Fichte og Friedrich von Schelling hævdede, at materien ikke er opbygget af små enheder, men i virkeligheden er et resultat af åndens virksomhed.
Denne teori muliggjorde en religiøs forestilling om verden og et øget fokus på bevidstheden. Den førte til, at mange romantikere fik et panteistisk verdensbillede, hvorved naturlyrikken fik en fremtrædende plads. I naturen kunne Gud opleves, og kunstneren skulle afbilde den guddommelige, iboende mening i naturen. Sjælelivet kom også i forgrunden, eftersom den indre virkelighed var det egentlig menneskelige og en kontaktflade til Gud.
Fichte var den, der for alvor vakte den tyske nationalisme og folkedannelsestanke med sine "Taler til den tyske nation" (1807-08). Friedrich Gottlieb Klopstock havde i den henseende allerede banet vejen med sin førromantiske digtning. Arthur Schopenhauer regnes som regel med til naturalismens æra, men hans misantropi og pessimisme kan betragtes som et romantisk træk.
Historiefilosofien spillede en afgørende rolle for fremvæksten af romantikken. Georg Friedrich Hegel var banebrydende med sin teori om en dialektisk historisk fremadskriden gennem tese, antitese og syntese: Historien udvikler sig ved, at modsætninger (tese og antitese) kæmper mod hinanden, for siden at indgå i en højere enhed (syntese), som bliver en ny tese, som afføder en modsætning (antitese), osv.
Denne proces skyldes ifølge Hegel en verdensånd, hvis intelligens mennesket har i mindre format. Han siger: "Verdenshistorien er fremstillingen af ånden, hvordan den arbejder sig frem til viden om det, som er i og for sig. Østerlændinge ved ikke, at ånden eller mennesket som sådant er frit. … Først de germanske nationer har i og med kristendommen vundet den indsigt, at mennesket er frit, og at åndens frihed udgør det mest egenartede i menneskets natur.” Over for verdensåndens bevægelser i hændelsesforløbet er mennesket en blind aktør, som det er historikerens opgave at give synet.
Den tyske idealisme havde problemer med at forene nogle modsætninger: det metafysiske system over for menneskets frihed. Helheden betragtedes på en organisk måde: Virkeligheden er et sammenhængende system, som er betinget af fornuft, og som har et slutmål. Mennesket forholder sig til dette system som et frit og skabende væsen. Men det er forbeholdt geniet at sammenknytte den systematiske natur og menneskets frihed.

### Rousseau
Rosseaus betydning for romantikken handler om hans feltråb om følelsens overlegenhed over for videnskaben, idet han var talsmand for en naturlig religion og idealiserede "den ædle vilde". Han fik især betydning for protestantismen, som søgte en erstatning for katolicismens thomisme. Han bryder med arven fra Platon, Aristoteles og skolastikken.
Af betydning blev hans teorier om samfundskontrakten og folkesuverænitetsprincippet, to fundamentale forudsætninger for romantikkens nationalisme og dens interesse for folklore. Et nyt syn på barnet optræder med Emile, som måske er hans mest levende bidrag til idéhistorien.
Rousseau populariserede også selve ordet ”romantikken”, som han anvendte til at beskrive sin egen livsholdning. Bortset fra betoningen af følelsen indeholdt begrebet for Rousseau et natursyn. Her var han tydeligt påvirket af Montesquieu. Han vurderede det primitive højt - i den udstrækning det indeholdt en efterstræbelsesværdig oprindelighed (jf. udtrykket ”den ædle vilde”). Dermed brød han afgørende med Thomas Hobbes' syn på naturtilstanden som alles krig mod alle.

## Naturvidenskaben
Romantikken var en enhedslære, der forenede religion, kunst, videnskab, natur og moral. I denne enhed udgjorde naturvidenskaben en del af naturen. Ikke mindst fra biologien hentede man ideer og billeder, der holdt sammen på systemet.
Inden for naturvidenskaben formulerede Johann Wilhelm Ritter en naturanskuelse, hvorefter naturkræfterne udgør en sammenhængende helhed, fordi de i sidste ende stammer fra den samme skabende kilde. Naturen er ikke blot et mekanisk system, men en levende organisme, der mangfoldigt og inderligt er forbundet med mennesket. Mennesket er nemlig en del af naturen og er underlagt naturens lovmæssigheder, men det udmærker sig ved at være bevidst om det. Fordi menneskets bevidste fornuft og naturens ubevidste fornuft egentlig er den samme, er det muligt for mennesket at opstille fornuftslove for naturens foreteelser. En følge heraf er, at det med udgangspunkt i disse fornuftslove er muligt at lave forudsigelser, som naturen (eller videnskabelige eksperimenter) bagefter bekræfter.
Den danske fysiker H.C. Ørsted udviklede i "Aanden i Naturen" (udgivet i 1849-50) den betragtning, at der findes en ånd i naturen, en skabende kraft, som har udviklet de love, som naturen følger. Denne ånd er overensstemmende med den Gud, som erkendes ved troen eller religionen.

## Sjælen, sproget, nationen og historien
Historievidenskaben og kildekritikken oplevede et gennembrud med Barthold Georg Niebuhr og især Leopold von Ranke. Den franske revolution ledte til en ny generation af historikere, kulturhistorikere og politiske historikere som Tocqueville, Jacob Burckhardt, Thomas Babington Macaulay og Thomas Carlyle. François Guizot udgav dokumenter fra middelalderen, og man begyndte at udgive Monumenta Germaniae historica.
En naturlig stat var for romantikerne nationen, en kollektiv organisme grundet på den fælles historie, som et folk havde, og som de mente skabte en folkekarakter. Disse ideer lagde grunden for nationalromantikken, som havde et langt liv foran sig.
Plotins verdensbillede gjorde sig gældende i historiesynet ved, at det var det oprindelige, der søgtes. Det oprindelige var en fuldkommen enhed ("Det Ene") , målet for al menneskelig tilværelse. Mennesket kunne nå vished herom, enten på en intellektuel måde eller gennem kunsten.
Der var en søgen efter en national identitet med en kristen synsvinkel. Det ledte til studier af middelalderen, dens folk og dens kulturelle udtryk. Det var især de germanske folk, der tiltrak sig opmærksomheden: goterne, sakserne, Arthurlegenden, m.fl. Inderlig religiøsitet, jomfruelighed hos kvinder og ridderlighed hos mænd blev ophøjet til dyder.
Inden for retsfilosofien fremhævede den historiske skole og Friedrich Karl von Savigny, at hver nation havde sit eget historisk fremvoksede retssystem, som legitimeredes af nationens specielle karakter.
Al fokus på nationens individualitet til trods forordnede Schelling en verdensstat, som skulle skabe fred på jorden gennem en fælles retsordning. Von Savigny tilhørte den gruppe, som man plejer at kalde den historiske skole, som også den konservative Edmund Burke kan regnes til. Denne skole mente, at hver foreteelse skulle bedømmes efter, hvilke forudsætninger der forelå. Historiske begrundelser blev dermed afgørende for hvert studium.
Mennesket blev betragtet som et skabende subjekt, der kan fremstille sammenhænge og verdener, som kan begribes af andre mennesker. En sådan skabende formåen adskiller mennesket fra dyret og forudsætter fantasi og intelligens. Derigennem bliver kunstnerens rolle hævet over andre beskæftigelser, eftersom kunstneren kendetegnes mest af disse egenskaber. Kunstneren var hidtil blevet betragtet som en håndværker, der skabte på bestilling. Under romantikken opvurderedes kunstnerens faglighed, og ligeledes synet på ophavsret og originalitet.
Mennesket var for romantikerne både et individ og delagtig i sin nation. Denne synsmåde ledte både til en interesse for sjælen og til en interesse for folket. Således prægedes romantikken af såvel subjektivitet som nationalisme med fokus på folkedigtning, folkesagn, folkeviser, folketro og kulturhistorie.
Desuden kom der en interesse for orientalisme og eksotisme med skildringer af civilisationens vugge i Middelhavsområdet og Mellemøsten. Romantikernes studier af andre folk end deres egne var dog af og til racistiske.
Psykologien som videnskab udvikledes af Johann Friedrich Herbart, som opvurderede det ubevidstes rolle for bevidstheden. Psykologerne interesserede sig, i Rousseaus og Schellings fodspor, for barndommen – legens betydning, indlæringens midler og mål. Barnet betragtedes under romantikken som uforstyrret af civilisationen, som individets naturtilstand (jf. det romantiske udtryk ”naturens muntre søn” (Oehlenschläger)).
Den kontrarevolutionære Pierre-Simon Ballanche bidrog til den franske romantik ved at hævde, at kunstneren deltager i Guds skabelse ved at sætte ord på fænomener. Samtidig udvikledes der en profan sprogvidenskab i epoken. Romantikken falder sammen med nogle store gennembrud i sprogforskningen. Da Friedrich August Wolf forsøgte at løse det homeriske spørgsmål, grundlagde han den tekstkritiske metode. Den sammenlignende sprogvidenskab med Herder, Wilhelm von Humboldt, brødrene Schlegel, August Wilhelm Schlegel, Jacob Grimm, Rasmus Rask, William Jones, August Schleicher og Franz Bopp bidrog på forskellig måde til afklaringen af, om der fandtes et indoeuropæisk sprogslægtsskab, og om sprogene havde en historie, hvorunder de udvikledes. Man fandt Rosettestenen i 1799, og dens hieroglyffer blev dechifreret af Jean François Champollion, hvilket bidrog til fremvæksten af orientalismen.

## Mennesket og Gud
Den genopstandne religion var yderligere en reaktion på Oplysningstiden. I efterdønningerne efter den franske revolution blev kristendommen og dens forsvarere afgørende i Frankrig. Især gjaldt det den katolske kirkes rolle i staten. Længst i den henseende gik ultramontanisterne, som mente, at paven altid stod over de verdslige herskere. Chateaubriands Le Génie du Christianisme (1802) var et romantisk forsvar for kristendommen på et udelukkende æstetisk grundlag. Den tyske romantik var dybt præget af pietismen og herrnhutismen. Romantikken blev også, i kraft af eksotismen og orientalismen, præget af konflikter mellem kristendommen og anden tro, et centralt tema i for eksempel Chateaubriands roman Attila (1801).
Den skræk, som revolutionen og oplysningen havde vakt i alle europæiske lande, blev kanaliseret ud i forskellige kunstformers skrækgenrer og i studiet af ondskabens væsen. Hvor middelalderen havde fremstillet ondskaben i form af djævelen, blev den nu i højere grad fremstillet folkloristisk.
Inden for teologien var den historisk-kritiske metode blevet introduceret af blandt andre Johann Salomo Semler (1725-1791), og der skete en videreudvikling af den med Immanuel Kant og Friedrich Schleiermacher. Som en reaktion mod rationalismen opstod Erlangerskolen med betoningen af den religiøse oplevelse, samt Søren Kierkegaards teologiske eksistensfilosofi.
Der forekom desuden en tydelig platonisering af kristendommen som en reaktion mod thomismens aristotelisme. Til romantikkens fornyede religiøse bevidsthed hører også højkirkeligheden. Nythomismen, der opstod i slutningen af 1800-tallet, kan også betragtes som en romantisk reaktion mod oplysningstidens rationalisme.

## Romantikken i forskellige lande
Gennem romantikkens fokus på nationen fik strømningen nationale særtræk. I de lande, hvor strømningen var stærkest, blev forskellene størst. Hovedsagelig kan man tale om tre centre for romantikken: Tyskland, Frankrig og England. Andre lande påvirkedes af en eller flere af disse tre nationer.

### Tyskland
Tyskland eksisterede ikke som stat under romantikken. Napoleon Bonaparte besejrede i 1806 det Tysk-romerske rige, et kejserdømme med en mængde fyrste- og hertugdømmer, og med Wienerkongressen i 1814-15 genskabtes føderationen som Det tyske forbund af 38 stater, herunder Preussen og Østrig. Men konflikterne eskalerede: I 1866 udbrød der krig mellem Preussen og Østrig, som endte med, at Østrig forlod føderationen, og at Det nordtyske forbund dannedes. I 1871 omdannedes føderationen under Otto von Bismarck til Det tyske kejserrige med Preussen som politisk centrum.
For Tysklands vedkommende er det vanskeligt at lave en epokeinddeling. Førromantikken med Sturm und Drang og dens bølgegang gik langsomt over i romantikken. Dens centrum lå i Jena og Heidelberg med de to betegnelser Jenaromantikken (med talsmænd som Novalis og Tieck), og Heidelbergromantikken (med brødrene Grimm, Achim von Arnim og Clemens Brentano). For alle tyske romantikere var filosofien en afgørende impulsgiver, som foreskrev tidens stil og verdensbillede.
Jenaromantikken blev sædet for dyrkelse af følelser, dødsmystik og tragisk kærlighed, hvor digteren hævede sig over folket med sin ophøjede lidenskab. Ingen personificerede den passionerede Jenaromantik bedre end Novalis: ”Uendeligt liv / bølger stærkt i mig. / Fra oven ser jeg / ned til dig. /.../ O drag, elskede, / mig magtfuldt til dig, / at jeg kan elske / og slumre ind. / Jeg føler dødens / foryngende flod; / til balsam og æter / forvandles mit blod.”
Novalis skabte i Heinrich von Ofterdingen også romantikkens symbol frem for alt: den blå blomst. Den symboliserede længslen efter evigheden. Motiver hos digteren Novalis modsvares i billedkunsten af Caspar David Friedrichs naturmotiver, som ofte vender sig bort fra betragteren og knytter sig til det åndelige.
Heidelbergromantikken havde en vigtig historisk forudsætning i kampen for den fortsatte eksistens af den tyske stat – ikke mindst under krigen mod Napoleon. Den var i højere grad end andre centre præget af et fællesskab mellem aristokrati og almue. Det gav sig udtryk i, at kunsten indrettede sig på folkelige fænomener. Eksempler er, at brødrene Grimm under deres sprogstudier nedtegnede tyske folkesagn, og at von Arnim og Brentano samlede folkeviser. I samme nationale ånd komponerede Franz Schubert og Johannes Brahms lieder, og Wagner skabte den tyske "store opera" med motiver fra den germanske middelalder.
Samtidig forenedes Heidelberg- og Jenaromantikken i Goethes og Schillers digtning, af hvilken grund den tyske førromantik ofte regnes til hele den tyske romantik. Det selvmordstema, som Goethe skabte med Den unge Werthers lidelser, de folkelige digte og de lyriske udtryk for lidelse, er typiske for romantikken. En anden sammenbindende digter var Hölderlin.

### Frankrig
I Frankrig rådede der kaos efter den franske revolution, og staten oplevede hastige omvæltninger. Da Napoleon Bonaparte tog magten ved Brumairekuppet 1799 og udråbte sig selv til kejser i 1804, så det ud til at den gamle samfundsorden strukturelt var genetableret. Men de nærmeste år udkæmpedes Napoleonskrigene om herredømmet i Europa, som til slut indebar et opsving for den nationale stolthed. Efter tabet i slaget ved Waterloo tiltog urolighederne i samfundet med svingninger mellem monarki og republik: den bourbonske restauration i 1815, julirevolutionen i 1830 og julimonarkiet, februarrevolutionen i 1848 og deklareringen af det andet kejserdømme i 1851.
Mange af den franske romantiks repræsentanter havde smertelige minder fra den franske revolution, for eksempel Charles Nodier. Chateaubriands selvbiografi behandler dette emne, ligesom andre værker af ham. Hans generation skabte også den franske katolske konservatisme med repræsentanter som Joseph de Maistre, Maine de Biran, Hughes Felicité, Robert de Lamennais og Louis Gabriel Ambroise de Bonald. Smerten over den forsvundne tid og hyldesten til det voldsomme eventyr lader til at være nedarvet i en anden aristokrat Alfred de Vigny, som til slut foretrak et liv i isolation frem for at omgås samtidens intelligentsia.
Den franske litterære romantik var splittet til 1820'erne, da en distinkt forfattergruppe blev dannet: centaklet. Under romantikken i Frankrig fandtes der flere kategorier af forfattere: eventyreren som Chateaubriand, misantropen som de Vigny, bohemer som Alfred de Musset og Gérard de Nerval, og de med psykologiske studier skabende intellektuelle som Victor Hugo og Stendhal. Hugo skulle tillige gå over i historien som den, der grundlagde den moderne ophavsret i og med Bernerkonventionen af 1866 – helt i overensstemmelse med den romantiske opfattelse af kunstneren. I den sammenhæng fik selv instruktøren en funktion, som blev tillagt afgørende betydning.
Frankrigs romantik kendetegnedes af et større mål af orientalisme og eksotisme og mindre af folkloristik end tilfældet var i Tyskland. Chateaubriand kan igen siges at være den romantiske romans grundlægger med sine værker Attila og René, som han fik materiale til under sin landflygtighed under revolutionen. For billedkunstens vedkommende skabte Jean-François Millet den folkelige landsby, men kommer først sent i perioden og viser realistiske træk. Arkitekturen med blandt andre Eugène Viollet-le-Duc var optaget af at genrejse de af landets bygninger, der var ødelagt under krig og revolutioner. I Antoine-Louis Baryes dyreskulpturer forenes romantikkens dramatiske voldsomhed med eksotiske motiver. Vold og død er et tilbagevendende tema i Théodore Géricaults og Eugène Delacroix' malerier.
Sagatemaet og orientalismen kom til udtryk i den franske "store opera" med komponister som Niccolo Isouard, den tyskfødte Giacomo Meyerbeer, Charles Gounod, og Camille Saint-Saëns.
Kritikken som del i at skabe et udvalg (en kanon) fik øget betydning med blandt andre Sainte-Beuve.

### Storbritannien
Til forskel fra Tyskland og Frankrig var Storbritannien på grund af sin geografiske placering forholdsvis forskånet for krig på hjemmeplan. 1776 erklærede USA sig selvstændigt, men det forenede kongerige havde fortsat flere betydende kolonier rundt om i verden, hvor slaveri var udbredt, til det blev afskaffet i 1834. Industrialiseringen opstod tidligt og skabte landets solide økonomi på frihandelens grund. 1801 blev Irland indlemmet i Storbritannien (United Kingdom). På det europæiske kontinent havde landet fremgang under Napoleonkrigene. I stedet for revolutioner, som dog truede, forekom der omvæltninger i statsstyrelsen ved den liberale parlamentsreform i 1832. I 1837 kom dronning Victoria på tronen og indledte dermed den victorianske epoke og imperiets storhedstid.
Den engelske betegnelse for "romantik" er "romanticism" - som ikke må forveksles med den danske betegnelse "romantisme", som refererer til en senromantisk periode (se Romantikken i den danske litteratur#Romantismen). Kendetegnende for den engelske romantik var en tydelig forankring i anarkisme, ateisme, erotisme, orientalisme og naturlyrik. Det fandt stærkest udtryk i Percy Bysshe Shelleys og Lord Byrons værker. Shelley gjorde oprør mod kristendommen og den verdslige magt med værker som The Mask of Anarchy, Queen Mab og Prometheus Unbound. Lord Byrons forfatterskab med eposene The Giaour, Lara, The Corsair og Don Juan rummer alle disse elementer. I lighed med Goethe søgte han også at give svar på ondskabens væsen i Cain: A Mystery, der handler om brodermorderen Kain fra Første Mosebog. Anna Laetitia Barbauld revolutionerede børnebogsgenren og var en af de tidligste romantiske digtere.
Storbritanniens romantik havde en anden side, som var mere ægte malerisk. Den drømmelignende naturmystik kom billedligt udtryk i John Robert Cozens, den sene Thomas Girtins, John Constables og William Turners vejr- og lysskildringer samt i lyrikken i den såkaldte søskole ("The lake-school"): William Wordsworth og Samuel Coleridge. Følelsessværmeriet, sagamotivet og en religiøs ekstase udtrykkes senere under den victorianske æra af prerafaeliterne Edward Burne-Jones og Dante Gabriel Rossetti. Denne rene æstetik, fri fra politiske ideprogrammer repræsenteres i lyrikken af både Shelley og John Keats.
Den engelske have blev et kendetegn for den britiske romantik.

### Danmark
Der er flere grunde til, at romantikken står som en stor periode i dansk litteratur. Tiden er præget af et Danmark i en presset situation som en følge af støtten til Napoleon. Den danske stat går bankerot i 1813 og mister Norge i 1814.
Den oprindelige betydning af ordet "romantisk" er "skrevet på folkesproget" i modsætning til latin. Senere kommer ordet til at betyde "fantastisk" - i modsætning til det hverdagsagtige. Novalis og brødrene Schlegel, som er de teoretiske fædre til Jena-romantikken, stiller begrebet op som en modsætning til den klassiske antikke digtning.
Det er et kendetegn for romantikken i Danmark, at den er følelsesorienteret. Romantikernes digte afløser oplysningstidens fornuftsprægede tanker om, at alt skal måles og vejes. Der var tidligere enkelte tiltag til en jeg-orienteret litteratur, fx Johannes Ewald, men den har aldrig været udgangspunktet.
Romantikken er en litterær skole og er ikke kun en æstetisk tanke. Inspireret af den tyske romantik bliver det filosofiske grundlag brugt i forskellige discipliner.
For første gang i Danmarkshistorien bliver det muligt at leve af at være digter i starten af 1800-tallet. Tidligere var digterne afhængige af mæcener, som sponsorerede deres virke. For at skaffe mæcener var det nødvendigt for digterne at lave lejlighedsdigtning og hyldestdigtning. Nu kunne kunsten i højere grad udfolde sig for kunstens skyld: L'art pour l'art
Steffens
Romantikken i Danmark er på mange måder en ikke særlig klart defineret størrelse. Der kan derfor være flere måder at inddele den på. På epoke.dk inddeler Iben Holk romantikken i to faser: Fra begyndelsen af 1800-tallet, hvor Adam Oehlenschlägers debutdigtsamling "Digte" udkommer (i 1803), til 1824, hvor både Steen Steensen Blicher og Poul Martin Møller debuterer og indvarsler realismen i dansk litteratur. Den anden fase forløber fra 1824 til 1871, hvor det moderne gennembrud indvarsles af Georg Brandes' første forelæsning "Indledning til Emigrantlitteraturen". 1872 er året, hvor Charles Darwins "Arternes Oprindelse" udkommer på dansk, oversat af J.P. Jacobsen. Af eftertiden er de to perioder kaldt henholdsvis "romantikken" og "romantismen", sidstnævnte med inspiration fra engelsk litteratur.
Iben Holks inddeling sætter navn på hele perioden fra den tidlige romantiske digtning til naturalismens indmarch i dansk litteratur i 1870'erne. For, som hun skriver i indledningen til naturalisme-afsnittet på epoke.dk, har perioden fra 1840 til 1870 ikke noget navn. Betegnelsen romantisme bruges her, fordi eftertiden har kunnet se en litteratur, der bevæger sig fra den tidlige romantiks højstemthed til en mere realistisk fortællemåde. Det er dog ikke realisme forstået som socialrealisme; det er en poetisk realisme.
Den filosofiske ballast
Den danske romantik har sin inspiration fra Tyskland, hvor der findes to hovedretninger, opkaldt efter de byer de blomstrer i, nemlig Jena og Heidelberg. Grundlaget i Jena-romantikken var en panteistisk tankegang: Verden er gennemstrømmet af en universel ånd. Med filosoffen Schellings ord: Ånden sover i stenen, slumrer i planten, vågner i dyret og lever i mennesket. Denne form kaldes også universalromantikken.
Det var denne form for romantik, Heinrich Steffens introducerer til Danmark med sine forelæsninger i 1802. I dem gennemgår han historiens forløb som et fald fra en oprindelig guldalder, hvor guderne var på jorden, til romertiden, hvor kejserdyrkelsen erstattede den sande religiøsitet. Vendepunktet kom med Jesus Kristus, hvorfra det igen gik opad mod den nye guldalder, hvor himlen igen er på jorden. Den, der kan se denne sammenhæng og formå at genskabe forbindelsen til himlen, er geniet, siger Steffens. Dyrkelsen af geniet er et gennemgående tema i Oehlenschlägers lystspil Aladdin.
Det er med andre ord menneskets grundvilkår at være skilt fra sit oprindelige ophav. Denne splittelse, dualisme, blev introduceret af den græske filosof Platon i hans berømte hulelignelse; han opdelte verden i fænomenernes verden og ideernes verden. Vi på jorden er vidne til et skyggespil, hvor fænomenerne spejles for os på en væg. Vi sidder med ryggen til lyset og det sande. Men hvis vi kunne vende os om og indse, at det kun er skygger vi ser, så kan vi søge mod ideernes verden og den sande indsigt. Det er tanken om denne indsigtsproces, der ligger til grund for brugen af verbet "at ane" i mange romantiske digte. Se for eksempel anden strofe i digtet Indvielsen af Schack von Staffeldt.
Over for Jena-romantikken står Heidelberg-romantikken, der interesserer sig for den nationale fortid. I Danmark kaldes denne form nationalromantikken. Den kan ses hos den ældre Oehlenschläger og hos Grundtvig.

### Sverige
Romantikken i Sverige opstod relativt sent, delvis på grund af den stemning, der rådede efter mordet på Gustav III i 1792, som medførte frygt for revolution. Størst indflydelse havde bevægelsen i Sverige mellem 1810 og 1840. Den romantiske bevægelse blev indledningsvis repræsenteret af præster og akademikere. Blandt disse bør fremhæves Johan Olof Wallin og salmebogen fra 1819.
Den svenske romantik savnede den samfundskritiske brod, der fandtes i den europæiske romantik. Den var splittet mellem de Jena-influerede Uppsalaromantikere (Samuel Grubbe, Per Daniel Amadeus Atterbom, Stagnelius) og den gotiske tradition ("goticisme") (Erik Gustaf Geijer, Esaias Tegnér).

### Norge
Romantikken i Norge var en storhedstid inden for norsk kultur. Der var fremstående forfattere som Henrik Wergeland og Johan Sebastian Welhaven, og fremstående malere som Johan Christian Dahl, Hans Gude og Adolph Tidemand.
Fælles for den nordiske romantik var, at den gik over i nationalromantikken, især med komponisterne Edvard Grieg, Carl Nielsen og Sibelius. Til denne strømning hørte nogle af Skandinaviens mest skattede komponister og forfattere, og det finske nationalepos Kalevala regnes hertil. Under romantikken grundlagdes også den type mandskor, som blev en folkebevægelse i alle de nordiske lande.

### Italien
Den italienske romantik var især rettet mod operaen. Gioacchino Rossini var påvirket af Mozart, Haydn, og den franske "store opera" og skabte en speciel koloratur til såvel komedier som tragedier. Kompositionsmæssigt udnyttede Rossini det for romantikken populære greb at genanvende stykker, for eksempel ouverturen til Barberen i Sevilla. Vincenzo Bellini og Gaetano Donizetti fortsatte i Rossinis fodspor med at variere tonaliteten og forstærke det rent melodiske og lyriske. Af mange grunde regnes Giuseppe Verdis Aida og Giacomo Puccinis Turandot med til romantikken; de fortsatte traditionen og brugte romantiske temaer, melodiholdning og krævende tonale variationer. Et af Verdis største værker, hans requiem, blev skrevet til digteren Alessandro Manzoni, som sammen med Giovanni Berchet og Giacomo Leopardi indførte den nationale digtning i Italien.

### Østeuropa
Selv for Østeuropas vedkommende blev musikken romantikkens egentlige hjemmebane og da i særdeleshed ved tilknytning til nationalisme og folkloristik. Peter Tjajkovskij samlede i høj grad romantikkens ingredienser, motivvalg som musikalitet. Tjekken Bedrich Smetana anvendte folkedanse i sine operaer og tilegnede sit fædreland flere symfoniske værker. De litterære romantikere i Østeuropa var i høj grad byronister: Aleksandr Pusjkin, Adam Mickiewicz, Mikhail J. Lermontov. En undtagelse er Nikolaj Gogol, som regnes til romantikken, trods flere brud på dens æstetik og hældende mod realismen med samtidskritik, satirer og byskildringer. Polens "tre store barder," Mickiewicz, Juliusz Slowacki og Zygmunt Krasinski, grundlagde den polske nationalromantik.
Den spanske romantik viste ingen nationale særtræk, men flere af landets større dramatikere tilhører perioden, som José Zorrilla y Moral, Antonio García Gutiérrez, hvis dramaer overførtes til operaen.

## Romantikkens litteratur

### Epik og prosa
Med hensyn til genre var romantikken eposets virkelige storhedsperiode i moderne tid. Dertil hører især Lord Byrons berømte Don Juan, oversat til dansk af Holger Drachmann. Det påvirkede Aleksandr Pusjkin til at skrive Eugen Onegin (1833) og Adam Mickiewicz til flere værker. Don Juan blev en stilfigur i forskellige genrer .
Romantikken indebar en stor fornyelse af prosaen med en mængde nye genrer, men også med en fornyet interesse for de gamle genrer. Ved at lægge vægten på individet var selvbiografien en af litteraturens største genrer. Thomas De Quinceys selvdestruktive liv, gengivet i hans Confessions of an English Opium Eater (1822), var en af romantikkens mest læste bøger, ligesom Chateaubriands Erindringer fra den anden side graven, Madame de Staëls Corinne (1807) og Friedrich von Schlegels Lucinde (1799).
Et menneskes personlige skæbne og indre forandringer var temaet for den populære dannelsesroman, som Goethes Wilhelm Meisters Lehrjahre var et forbillede for. Epigoner var blandt andre Ludwig Tieck (Franz Sternbalds Wanderung, 1798) og Jean Paul (Titan, 1803).
Romanen var værdsat af romantikerne, fordi den var grænseoverskridende: i beskrivelser var den lyrisk, i dialoger dramatisk og i berettelsen episk. Under romantikken udvikledes karakterskildringerne fra at være opdragende typekarakterer til at blive psykologisk nuancerede.
Brevromanen blev populær med Goethes Den unge Werthers lidelser. Genren levede videre gennem værker af italieneren Ugo Foscolo, Heidelbergforfatteren Bettina von Arnim og især Madame de Staëls Delphine (1802), som sammen med Chateuabriands værker anses for at være indledningen til romantikken i Frankrig.
Walter Scott plejer at få æren for at have skabt den historiske roman, som han selv kaldte romance ved at knytte den til den oldfranske digtning. Han var begyndt som forfatter af eposet Arthurlegender, men slog igennem med romaner som Ivanhoe, Kenilworth og skildringer fra den skotske historie. Genren blev umiddelbart efterlignet af Alfred de Vigny, Alessandro Manzoni, Alexandre Dumas d.æ. og Alexander Pusjkin. Wilhelm Wackenroder med Herzensergiessungen eines kunstliebenden Klosterbruders (1797) og Novalis' ufuldendte roman i et middelaldermiljø, Heinrich von Ofterdingen (1802), foregriber til en vis grad Scott. Den historiske roman er grænselandet mellem romantikken og realismen i litteraturen.
Den folkloristiske og folkelige interesse, som først viste sig med Johann Gottfried Herders Volkslieder (1778/79) og Tiecks Volksmärchen (1797), ledte til landsbyromanen, skabt af pædagogen Johann Heinrich Pestalozzi og folkeventyret ved brødrene Grimm. Sagagenren blev udviklet af Atterbom og Adam Oehlenschläger; det er værd at være opmærksom på, at sagaen hidtil ofte var en voksengenre – "kunstsagaen", eventyret, skabtes med H.C. Andersen, som henvendte sig direkte til en læserkreds af børn – og deres forældre. Carlo Collodi videreudviklede børneperspektivet i sagaen og undveg en opdragende beretterrolle.
Da Chateaubriand udgav Attila i 1801, skabte han den eksotiske roman, som efterlignedes af for eksempel James Fenimore Cooper (Den sidste mohikaner) og Prosper Mérimée (Carmen). Skrækgenren blev introduceret af Horace Walpole og Ann Radcliffe i 1700-tallet med den gotiske roman, som blev populær i hele 1800-tallet. I romantikken videreudvikledes skrækgenren af Edgar Allan Poe, der udvidede skræktemaet i en mængde fortællinger. Han grundlagde desuden kriminalgenren. Skrækromaner med folkloristiske indslag skrev E.T.A. Hoffmann. Mary Shelley må fremhæves for Frankenstein, som iscenesætter hele romantikkens mistro mod rationalisme. Dermed skabtes science fiction i litteraturen.
Det var i hovedsagen i romankunsten, at romantikken levede videre til 1900-tallet, og især gennem skrækromanen og den historiske roman. Dertil hører for eksempel Bram Stokers Dracula og R.L. Stevensons Dr. Jekyll og Mr. Hyde.
I romantikken kom der flere kvindelige forfattere. De bidrog til udviklingen af den psykologiske roman og den moderne kærlighedsroman. Til denne kreds hører Madame de Staël, Mary Shelley, George Sand og Bettina von Arnim. Jane Austen, George Eliot, Anne Brontë, Charlotte Brontë, Emily Brontë og Elizabeth Barrett Browning svingede mellem romantik, victorianisme og realisme.

### Lyrik
Det er vanskeligt at adskille romantikkens lyrik fra førromantikkens lyrik. Dødstemaet forekommer i rigt mål hos Edward Young, Thomas Gray og Goethe, landskabsskildringerne hos James Thomson, folkedigtningen og historismen hos Thomas Blackwell, James Macpherson og Robert Burns, sjælens formidling som hos William Blake – alle førromantikere.
Lyrikken blev en af de kunstformer, hvor romantikken var mest vital, omend ikke nyskabende i forhold til tematik og motiv som hos førromantikerne. Friedrich Hölderlins psykiske udvikling kan tjene som eksempel på en særlig romantisk digtertilstand, som i Frankrig blev kaldt mal de siecle, det vil sige digterens manglende evne til at holde sin samtid ud. Det kombineres i hans digtning med flugten til naturen og ophøjelsen af sig selv til en gud: "Du sjæl, som forgæves stred for din guddomsret / vel findes for dig i skyggernes verden ej ro /.../ thi en gang / lignede jeg guder / og mere behøves ej". Mere renlivede repræsentanter for mal de siecle er Alfred de Vigny og Alfred de Musset. Hos disse fremtræder overmenneskets gennemskuen af tilværelsens tomhed som formende for en fremmedhed, som mere eller mindre konkret separerer dem fra omverdenen. Digterens "hyperperspektiv" og Weltschmerz er for øvrigt sædvanlig selv i romanen og i dramaet.
William Wordsworth hyldede hverdagssproget ved udgivelsen af sin og Samuel Coleridges Lyrical Ballads og tog derved afstand fra den kunstiggørelse, som han mente der forelå under klassicismen. Keats, Lamartine, Novalis, Théophile Gautier bidrog på forskellig måde til l'art pour l'art og den rene æsteticisme. Orientalismen blev taget op af Victor Hugo, Lamartine, Lord Byron, Coleridge og i indisk udgave af Walt Whitman og Novalis.
Heidelbergromantikkens folkloristik tog sig også lyriske former hos blandt andre Clemens Brentano, som skrev digte med vuggevisetema. Stilen blev i Sverige taget op af Atterbom til Svanevits sang i Lycksalighetens ö, hvor vuggevisen dog får et Wertherpåvirket selvmordsmotiv: "Stilla, o stilla! / Somna från storm och snö! / Ensliga lilla, / nu är det tid att dö!." ("Stille, o stille! / Sov fra storm og sne! / Ensomme lille / nu er det tid at dø!")
De frie vers oplevede et opsving efter at have været forkastet siden Det Gamle Testamente blev skrevet. En af de første til at eksperimentere med dem var svenskeren Thorild i 1780'erne, men versformen synes at være skabt af Klopstock efter mønster fra Ossians sange. Giacomo Leopardi og Walt Whitman skrev begge på frie vers.
Under romantikken blev det også mere sædvanligt at digtere opfandt egne versemål, som for eksempel Ululume-strofen (Edgar Allan Poe). Den firelinjede strofe, rimet som urimet var sædvanlige i den tyske lyrik (Ludwig Uhland, Adelbert von Chamisso, Achim von Arnim, Ludwig Tieck, Heinrich Heine, Joseph von Eichendorff) og tidlige romantikere i andre lande (Coleridge, Lamartine, Wordsworth). Prosavers forekommer hos for eksempel Novalis i Hymner til natten. Thomas Grays elegier på rimede, femtaktede akatalektiske jamber eftergjordes under hele romantikken for deres stemningsmættede rytme.

## Romantikkens scenekunst
Under romantikken skabtes ballettens tåspidsteknik samtidig med, at den kvindelige danser havnede i hovedrollen og tutuen blev indført. Den ballet, som nutiden kender, kan derfor siges at være født under epoken, skønt den har ældre aner. I denne form levede romantikken videre ind i 1900-tallet, især med Tjajkovskijs balletter Svanesøen og Tornerose. Andre romantiske balletter er Sylfiden og Giselle.
Operaen var en højst vital kunstform under romantikken. Wien havde længe været operaens ubestridelige hovedstad i Europa, men fra og med Napoleon Bonaparte begyndte Paris at overtage denne rolle. Opéra-comique (Daniel François Auber, François Adrien Boïeldieu, Étienne-Nicolas Méhul) med idyller, farcer og skrækoperaer blev kendetegnende for den folkelige franske opera, og forfatteren Eugène Scribe var den største librettist. Arien blev på denne tid mere betydningsfuld, ligesom koret, septimakkorden og kromatiske skalaer.
Nyt for romantikkens opera var også ouverturens dragning mod det symfoniske digt med handlingen som tema, den såkaldte "store opera" med vægt på kostumering og orkestrale effekter som hos Gaspare Spontini, Carl Maria von Weber og Giacomo Meyerbeer, og musikdramaet på middelalderlige germanske legender som hos Wagner.
Fra opéra-comique udvikledes under den sene romantik operetten, med repræsentanter som Jacques Offenbach, og det lyriske drama, repræsenteret ved Charles Gounod, Camille Saint-Saëns, Georges Bizet og Jules Massenet. Eftersom borgerklassen havde fået en højere levestandard, opstod der en kommercialisering, med den virkning at operaen havde flere masseproducerede publikumssucceser som ikke overlevede som værker. Kvindelige sopraner og tenorer udkonkurrerede kastratsangerne, og fra romantikken begyndte divaen at blive en virkelighed.
Nogle af romantikkens mest centrale værker var skrevet for teatret. Victor Hugos Hernani bør nævnes i denne sammenhæng, da dens uropførelse i 1830 markerede romantikkens store og sene franske gennembrud; før den tid var der kun spredte romantiske værker i Frankrig. Alfred de Musset var en anden stor fransk dramatiker, som brød mod det fransk-klassiske dramas strikte formregler. Det tyske drama var især fokuseret på Shakespeare i forskellige fortolkninger, og en af de dramaforfattere, som eftertiden har vurderet højest, Heinrich von Kleist, var ikke særlig anerkendt i sin samtid. Ludwig Tieck var en exceptionel undtagelse; han var det tyske romantiske dramas hovedfigur med sine sagaspil og sin romantiske ironi.
Fra og med romantikken begyndte de bundne vers at fortrænges i dramaet til fordel for frie vers og prosa. Individualiseringen gjorde sig også mærkbar i en øget interesse for skuespillerne: Fra og med romantikken begynder publikum at besøge teatrene for berømte skuespilleres skyld; disse blev hyldet som stjerner.

## Romantikkens musik
Det følelsesfulde, mystiske og stemningsfulde i romantikken genspejledes også i musikken. Komponisterne gjorde i højere grad brug af de forskellige instrumenters klanglige egenskaber. I takt med, at musikken udviklede sig, øgedes antallet af instrumenter, ikke mindst blæseinstrumenterne. Orkestrene blev større og fik flere instrumentgrupper.
Den romantiske musik var ofte opbygget efter noget uden for den musikalske verden, for eksempel en beretning, et geografisk sted eller et digt. Ligesom i andre kunstformer blev improvisationen central i og med, at det naturlige og det fantasifulde blev opvurderet. Tonika begyndte at kunne skifte i melodistemmen og en løsgørelse af kadencen begyndte at indfinde sig. Nogle ser impressionismen som en fortsættelse af denne udvikling, fordi tonaliteten og kadencen opløstes endnu mere dér.
Under romantikken forekom der flere kompositioner og improvisationer af litterære værker end tidligere. Derved opstod der nye genrer: det symfoniske digt, programmusikken (som hos Franz Liszt, Hector Berlioz, Johannes Brahms, Gustav Mahler) og lyriske karakterstykker, i Tyskland for eksempel lieden (med Franz Schubert, Felix Mendelssohn, Robert Schumann og Johannes Brahms). Symfonien blev omformet i romantisk stil af Schubert (8. og 9. symfoni) og Schumann (4. symfoni).
Klaveret udvikledes til et af romantikkens hyppigst benyttede instrumenter, og til dets betydeligste komponister hører den polsk-franske Frédéric Chopin, Franz Liszt og Johannes Brahms. Chopin var en fremstående repræsentant for romantikken. Han skrev klaverstykker der var inspireret af de polske folkedanse mazurka og polonæse. Liszt og Brahms var inspireret af rapsodien og sigøjnermusikken.
Ligesom Goethe i skønlitteraturen var Beethoven virksom i overgangen til den musikalske romantik. Den første egentlige romantiske komponist var den østrigske Franz Schubert (1797-1828).
Nationalromantikken affødte flere store komponister, såsom Grieg, Glinka, Smetana, Modest Mussorgskij og Edward Elgar. Romantikken i musikken kan siges at slutte med impressionismen (først og fremmest repræsenteret ved Claude Debussy), eller med modernismens gennembrud.
En kategori for sig udgør wienermusikken, der med komponister som Johann Strauss den ældre (1804-1849), Johann Strauss den yngre (1825-1899) og Franz Lehár (1870-1948) spændte over en periode, der rakte et stykke ind i 1900-tallet. Dens kendetegn var livlighed, iørefaldende melodier og kropsligt appellerende musik.

## Romantikkens billedkunst
Inden for billedkunsten afbildes naturen som et følelseslandskab. Samtidig med at den ydre natur afbildes, afbilder kunstneren noget indre. Det er en besjælet natur, der afbildes i de romantiske landskabsmalerier. Særligt mærkbar er denne tendens hos den tyske landskabsmaler Caspar David Friedrich.
Det engelske maleri udvikler lysteknikken, men bryder med normerne for farvekombinationer, som hos William Turner, hos hvem konturerne opløses og formerne subjektiveres. Romantikkens følsomhed kom til udtryk ved at bevægelse førtes ind i motivet, for eksempel gennem skildringer af vind og skyer som hos John Constable, der også begyndte at arbejde med ublandede farver, som set på afstand bliver brudt med andre farver på lærredet. Teknikken bliver taget op af hans elev Eugène Delacroix, som er en af romantikkens mest fremtrædende repræsentanter, også hvad angår motiverne, som blev hentet fra middelalderen (Dante, Shakespeare), eksotiske lande og fra mytologiens verden.
Mennesket er sædvanligvis det centrale motiv i billedet, som i Thomas Gainsboroughs billeder. I arkitekturen opstod nygotikken.
Mod slutningen af romantikken opstod biedermeier, men selv i ren form vedblev romantikken at være en vigtig strømning i kunsten indtil første verdenskrig.
- Billedgalleri
- Romantisk scene, Franciszek Ksawery Lampi
- Studie af skyer
John Constable
- Adam Mickiewicz
- Elizabeta Krasinska
- Kreuz an der Ostsee, Caspar David Friedrich
- William Turner
- Der Schmetterlingsjäger, Carl Spitzweg
- L’Apothéose, Anne-Louis Girodet de Roucy